# Black Guerrilla Family
Die Black Guerrilla Family (auch bekannt als Black Family oder als Black Vanguard) ist eine amerikanische Gefängnis- und Straßengang, welche 1966 von George Jackson und W. L. Nolen während ihrer Inhaftierung in San Quentin gegründet wurde. Die Gang rekrutiert sich aus Afroamerikanern und hat 100 bis 300 Vollmitglieder und etwa 50.000 einfache Mitglieder.

## Philosophie und Ziele
Inspiriert von Marcus Garvey, wurde die Black Guerrilla Family als eine schwarze, marxistisch-revolutionäre Organisation charakterisiert, welche sich aus Gefangenen rekrutiert. Sie wurde mit den Zielen gegründet, Rassismus zu beseitigen, die Würde der Gefangenen zu erhalten und die Regierung der Vereinigten Staaten zu stürzen.

## Symbole
Als Symbole, beispielsweise für Tätowierungen, nutzt die Black Guerrilla Family zwei verschiedene Motive. Das erste sind überkreuzte Säbel, Macheten, Gewehre und Schrotflinten mit den Buchstaben bzw. Zahlen BGF oder 2.7.6. Das zweite Motiv ist ein schwarzer Drache.

## Verbündete und Verfeindete
Die Black Guerrilla Family war bzw. ist mit mehreren linksgerichteten Gruppierungen verbündet, darunter der Black Liberation Army, der Symbionese Liberation Army und den Weathermen. Weitere Verbündete sind die Crips und die Gangster Disciples. Verfeindet ist die BGF mit der Aryan Brotherhood, der Mexican Mafia und dem Texas Syndicate.

## Versuchter Mord an Fay Stender
1979 wurde die ehemalige Anwältin der Black Guerrilla Family, Fay Stender, mit sechs Kugeln niedergeschossen. Der Schütze war Edward Glenn Brooks, ein kurz zuvor auf Bewährung entlassenes BGF-Mitglied, welcher als Grund für seine Tat den Betrug von Stender an George Jackson angab. Brooks zwang Stender ein „Geständnis“ abzugeben, bevor er auf sie schoss. Stender sagte: I, Fay Stender, admit I betrayed George Jackson and the prison movement when they needed me most („Ich, Fay Stender gestehe, dass ich George Jackson und die Gefängnisgesellschaft dann betrogen habe, als sie mich am meisten brauchten.“) Stender blieb abwärts der Taille gelähmt und behielt bleibende Schmerzen in Folge des Angriffs. Sie starb in Hongkong durch Suizid, kurz nachdem sie gegen Brooks ausgesagt hatte.

## Der Mord an Huey P. Newton
Am 22. August 1989 wurde der Mitgründer und Anführer der Black Panther Party for Self-Defense, Huey P. Newton, im 1400 Block der 9. Straße in West Oakland durch Tyrone Robinson erschossen. Der 24-Jährige war Mitglied der Black Guerrilla Family. Die Beziehungen zwischen Newton und Fraktionen innerhalb der Black Guerilla Family waren seit fast zwei Jahrzehnten angespannt gewesen. Ehemalige Black Panther, welche im Gefängnis Mitglied der Black Guerilla Family wurden, waren enttäuscht von Newton, wegen der angeblich fehlenden Unterstützung für inhaftierte Black Panther. Weiterhin gab es Vorwürfe bezüglich eines angeblichen Mordes innerhalb der Black Panther gegen Newton. In seinem Buch Shadow of the Panther stellt Hugh Pearson die Behauptung auf, dass Newton cracksüchtig gewesen sei und dass er lokale BGF-Dealer erpresst habe, um kostenlos Drogen zu erhalten. Dies habe ihm die Feindschaft der Black Guerilla Family eingebracht.
Tyrone Robinson wurde wegen des Mordes im August 1991 zu 32 Jahren Haft verurteilt.